# جوری تاتسومی
جوری تاتسومی (انگلیسی: Juri Tatsumi؛ زادهٔ ۵ سپتامبر ۱۹۷۹) شناگر موزون اهل ژاپن است.